# Lampaul-Guimiliau
Lampaul-Guimiliau (en bretó Lambaol-Gwimilio) és un municipi francès, situat a la regió de Bretanya, al departament de Finisterre. L'any 2006 tenia 2.033 habitants.

## Demografia
| 1962                                       | 1968  | 1975  | 1982  | 1990  | 1999  |
| ------------------------------------------ | ----- | ----- | ----- | ----- | ----- |
| 1.143                                      | 1.149 | 1.540 | 1.973 | 2.037 | 1.990 |
| Des de 1962: població sense dobles comptes |       |       |       |       |       |

## Administració
| Període   | Identitat         | Partit |
| --------- | ----------------- | ------ |
| 2001-2008 | François Floc'h   |        |
| 2008-     | Jean Marc Puchois |        |